# Heckler & Koch P11
A HK P11 é uma pistola da Heckler & Koch projetada como uma arma de fogo subaquática que foi desenvolvida em 1976. Ela tem cinco canos e cada um dispara um dardo de 7,62X36 mm eletricamente. O carregamento é feito por meio de um conjunto de cinco canos. O desenho geral lembra o de uma arma de fogo do tipo "pepperbox".

## Projeto
Como os cartuchos de formato comum são imprecisos e têm um alcance muito curto quando usados embaixo d'água, esta pistola dispara dardos de aço. Tem cinco canos, cada um dos quais é carregado com um cartucho, dando à arma uma aparência de uma arma de fogo do tipo "pepperbox", e é acionado eletricamente por uma bateria no cabo da pistola.

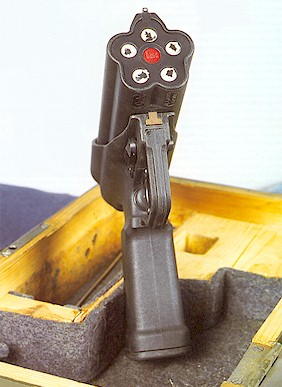
Vista frontal da HK P11.

Depois de disparar todos os cinco cartuchos, a unidade dos canos deve ser enviada de volta ao seu fabricante para recarga. É muito semelhante ao sua antecessora, a "Mk 1 Underwater Defense Gun". No passado, a Heckler & Koch negou conhecimento de sua existência.

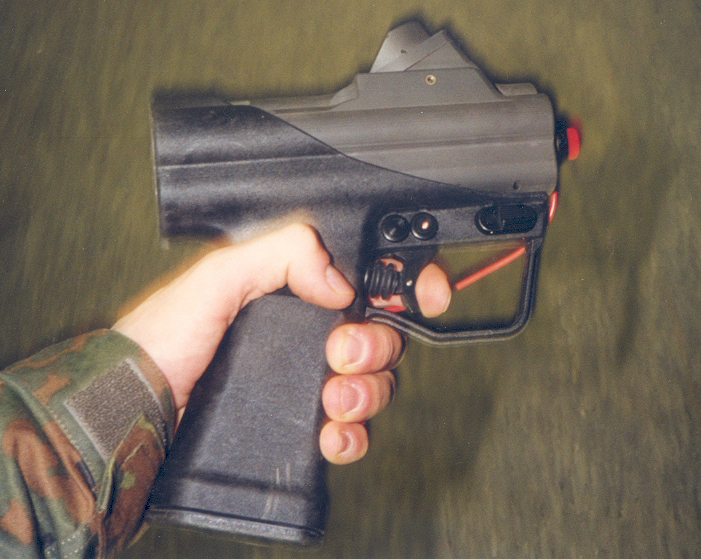
Empunhadura da HK P11.

Esta arma de fogo é um pouco mais volumosa do que sua contraparte soviética, a pistola subaquática SPP-1, que tem quatro canos. No entanto, a SPP-1 não precisa ser enviada de volta ao fabricante para ser recarregada.

## Usuários
- Dinamarca[5]
- França[5]
- Alemanha[6]
- Israel[5]
- Itália[5]
- Malásia[7]
- Holanda[5]
- Noruega[5]
- Reino Unido[8]